# Лоу, Айрис
А́йрис Таллу́ла Эли́забет Ло́у (англ. Iris Tallulah Elizabeth Law; род. 25 октября 2000, Primrose Hill, Большой Лондон) — британская модель.

## Биография
Родилась в семье актёров Джуда Лоу и Сэди Фрост. Её крёстной матерью стала Кейт Мосс. У неё есть три брата — Финли (от предыдущего брака матери), Рафферти и Руди и две сестры по линии отца — София и Ада. Родители подали на развод в 2003 году, спустя шесть лет после заключения брака.
Лоу впервые появилась на страницах глянцевого журнала Vogue в 2002 году вместе с родителями и старшим братом Рафферти. В декабре 2015 года состоялся её официальный дебют как модели. Она снялась в лукбуке Miu Miu в поддержку новой круизной коллекции. В январе и марте 2017 года Айрис Лоу стала лицом рекламных кампаний Burberry.
Айрис Лоу живёт с матерью в лондонском районе Примроуз Хилл.
В 2024 году она с другими известными людьми участвовала в праздничной рекламе украшений House of Joy (Дом радости) от David Yurman.